# Apenburg
Apenburg este o comună din landul Saxonia-Anhalt, Germania.